# Derk Hendrik Keuper
Derk Hendrik Keuper (Breedenbroek, 25 januari 1877 - Dinxperlo, 20 juli 1938), pseudoniem Jan Willem uut 't Goor, was een dialectschrijver, dichter, voordrachtskunstenaar en pionier voor het behoud van het Achterhoekse dialect en de Nedersaksische streektaal.

## Biografie
Derk Hendrik Keuper werd geboren te Breedenbroek (destijds gemeente Gendringen) als zoon van landbouwer Jannes Keuper (1843-1915) en zijn vrouw Harmina Frederika Westerveld (1845-1924). Op 14-jarige leeftijd werd hij als kwekeling aangenomen op de Groen van Prinsterer kweekschool in Doetinchem, alwaar hij kwam te wonen in het bijbehorende jongensinternaat. In 1896 volgde zijn eerste baan als onderwijzer aan de christelijke school te Steenderen. Een jaar later keert hij echter alweer terug naar zijn geboortestreek en gaat werken als onderwijzer aan de christelijke school te Dinxperlo. 
In Dinxperlo klom Keuper op tot hoofd der school. Hij bleef er werkzaam tot hij in 1934 om gezondheidsredenen zijn werk moest neerleggen. In de periode dat Keuper in Dinxperlo werkzaam was, vervulde hij een prominente rol in het dorpsleven. Zo was hij onder meer voorzitter en dirigent van het Dinxperlose christelijke fanfarekorps "Psalm 150". Bij verschillende uitvoeringen van dit muziekkorps maar ook solo trad Keuper op met voordrachten onder het pseudoniem Jan Willem uut 't Goor. Onder dit pseudoniem leverde hij tevens enkele bijdragen aan het regionale dagblad De Graafschapbode.

## Wetenswaardigheden
- Kleinzoon Hans Keuper trad in de voetsporen van zijn grootvader en is bekend als schrijver en zanger van teksten in het Achterhoekse dialect, onder andere in Boh Foi Toch.
- De D.H. Keuperweg in De Heurne is naar hem vernoemd.